# Đường Anh
Đường Anh (chữ Hán: 唐英, 1682 – 1756), tên tự là Tuấn Công, hiệu là Oa Ký cư sĩ, người Liêu Ninh, Thẩm Dương, nghệ nhân gốm sứ nổi tiếng thời Thanh.

## Tiểu sử
Xuất thân là người thuộc Hán quân Chính Bạch kỳ. Năm 16 tuổi, Đường Anh bắt đầu hầu hạ trong điện Dưỡng Tâm, làm thị tòng trong cung đình hơn hai mươi năm. Năm Ung Chính thứ nhất (1723), ông được phong làm viên ngoại lang phủ Nội vụ. Năm Ung Chính thứ 6 (1728), được phong làm Tả lý đào vụ Ngự Giao xưởng trấn Cảnh Đức, làm Hiệp lý quan của xưởng làm đồ gốm sứ. Về sau bị điều động đến làm giám sát Việt Hải quan, Hoài An quan. Đầu thời Càn Long, được đến coi sóc Cửu Giang quan, sau lại được phục chức Ngự Diêu Đốc đào quan. Ông giữ chức này được hơn mười năm cho đến năm Càn Long thứ 21 (1756) mới tấu thỉnh từ quan, chưa kịp về hưu thì lâm bệnh mất vào cùng năm đó.
Đường Anh khi làm quan ở trấn Cảnh Đức rất gắn bó với đồ gốm sứ. Tuy ông là Ngoại lang Nội vụ phủ viên, chức còn cao hơn Tri phủ, nhưng khi ông đến trấn Cảnh Đức để nhậm chức, tuổi đã gần hoa giáp, tạm thời rời bỏ cuộc sống an nhàn, đóng cửa từ chối giao du để xuống lò gốm sứ tìm thầy học bạn, sống chung với mọi người, khắc khổ nghiên cứu học tập nghệ thuật và kỹ thuật, tổng kết kinh nghiệm sản xuất gốm sứ. Ba năm sau, Đường Anh trở thành chuyên gia tinh thông kỹ thuật sản xuất đồ sứ. Quyết tâm theo đuổi sự nghiệp, đã làm cho Đường Anh có cảm tình sâu nặng với gốm sứ. Ông tự đặt tên là Đào nhân, Đào Thành cư sĩ... Từ đó có thể thấy sức hấp dẫn sâu xa của gốm sứ đối với ông. Đường Anh đã giành được sự tín nhiệm của những người thợ, họ giúp ông rất nhiều trong việc nắm bắt tinh thông kỹ thuật sản xuất gốm sứ.
Đường Anh vốn giỏi về văn thơ, thư họa, có trình độ văn hóa rất cao. Ông vừa là người tổ chức lãnh đạo sản xuất gốm sứ vừa là người nghiên cứu, phát triển nghệ thuật gốm sứ. Ngành gốm sứ Trấn Cảnh thời Nhà Thanh phát triển rất nhanh, sản phẩm của nó nổi tiếng một thời, được mọi người khen ngợi, đã viết nên trang vàng trong lịch sử gốm sứ cổ đại Trung Quốc. Đường Anh trước tác rất nhiều cuốn sách gồm Đào dã đồ biên thứ, Diêu khí tứ khảo, Đào vụ tự lược, Đào luyện đồ thuyết và Từ vụ sự nghi dụ cảo. Trong số đó có Đào luyện đồ thuyết là một quyển sách chuyên nói về công nghệ gốm sứ hoàn chỉnh và hệ thống trên thế giới. Rất nhiều người trước đó chưa ghi chép hoặc ghi chép chưa cụ thể về công nghệ sản xuất gốm sứ thì đều dựa vào cuốn sách này để lưu truyền hậu thế. Đường Anh còn biên soạn thêm Đào nhân tâm ngữ và Đào Thành ký sự để nói lên cảm xúc chân thành của ông đối với nghề gốm sứ, đồng thời đã tổng kết thành tích công nghệ gốm sứ các đời trước đó. Đó là tài liệu tham khảo quan trọng để nghiên cứu về lịch sử gốm sứ. Ông được coi là một nhân vật vĩ đại có nhiều cống hiến kiệt xuất trong lịch sử gốm sứ Trung Quốc.

## Sáng tác
Về phương diện hí khúc, Đường Anh được xem là tác giả côn khúc truyền kỳ nổi tiếng, tác phẩm do ông biên soạn gồm có tạp kịch Anh hùng báo, Trường Sinh điện bổ khuyết, Thập tự pha, Lương thượng nhãn, Thanh trung phổ chính án, Lô hoa nhứ, Tam nguyên báo, Dũng trung nhân, Già tao, Nữ đàn từ, Ngu Hề mộng, Mai Long trấn, Miến hang tiếu, truyền kỳ Chuyển thiên tâm, Thiên duyên trái, Xảo hoán duyên, Song đinh án, có tất cả là 17 loại, thu nhập tập kịch của ông là Đăng nguyệt nhàn tình, còn gọi là Cổ bách Đường truyền kỳ. Ngoài ra còn có Kì đình ẩm và Dã khánh hai loại, cho đến nay đều đã thất truyền.